# 정병 (동오)
정병(程秉, ? - 242년 전)은 중국 삼국 시대 동오의 학자이자 관료로, 자는 덕추(德樞)며 예주 여남군 남돈현(南頓縣) 사람이다.

## 생애
정현을 사사했다. 후에 교주로 피란해, 유희(劉熈)와 함께 경전의 대의를 논하여 마침내 오경에 통달했다. 교지태수 사섭에게서 장사로 등용되었다.
손권은 정병이 이름 높은 유학자임을 듣고 예를 갖추어 초빙해 태자태부를 삼았다. 황무 4년(225년) 손권이 선태자의 아내로 주유의 딸을 맞이하여, 정병에게 태상을 맡아 오군에서 태자비를 데려오게 하고, 손권은 친히 정병의 배에 탔다. 돌아온 후 선태자에게 조용히 혼인의 소중함을 강조하고 규방에서도 예의와 교화를 존숭하기를 권했으며, 선태자는 이를 좋게 여겼다. 재직 중에 병으로 죽었다.
정병은 《삼국지》에 열전이 수록된 인물들 중, 자신의 열전을 제외한 어떤 곳에도 기록이 없는 유일한 인물이다.

## 저술
《주역적》, 《상서효》, 《논어필》 등 3만 여 말을 남겼다.

## 평가
진수는 엄준, 감택과 함께 한 시대의 유자로 정병을 평가했다.

## 같이 보기
- 삼국지 인물 목록